# Jean-Paul Bergeron
Jean-Paul Bergeron, francoski general, * 1890, † 1967.